# Schone Lucht Akkoord
Het Schone Lucht Akkoord is een Nederlands akkoord dat zich richt op een betere luchtkwaliteit en een afname van gezondheidsschade. Het akkoord streeft naar een afname van de gezondheidsschade door luchtvervuiling met 50% in 2030, in vergelijking met de situatie in 2016. Dit moet bereikt worden door het nemen van maatregelen tegen vervuiling uit binnenlandse bronnen. Op 13 januari 2020 plaatste staatssecretaris Stientje van Veldhoven als eerste haar handtekening onder het akkoord, dat tevens werd ondertekend door 9 provincies en 35 gemeentes. Op 1 november 2022 hadden zich in totaal 104 deelnemers gemeld. 
Onderdeel van het akkoord is een subsidieregeling voor de deelnemende provincies en gemeentes. Zij krijgen de helft van de projectkosten vergoed, met een maximum van 25.000 euro per project. Uitgevoerde projecten betreffen onder andere scherpere vergunningen voor bedrijven, werken met emissiearme werktuigen in de bouw, en campagnes tegen houtstook.
Grotere gemeentes hebben kritiek geuit op het beperkte subsidiebudget. Bij kleinere gemeentes bleek dat vooral personeelsgebrek een probleem was: ze konden onvoldoende ruimte maken om projecten aan te vragen en te begeleiden, waardoor de belangstelling onder deze groep gemeentes gering was. Overigens deed een deel van de gemeentes ook niet mee aan het akkoord omdat zij de Europese normen al hadden gehaald.